# John Burke
John Patrick Burke, (Naas, Irlanda, 26 de enero de 1971) es un exjugador de baloncesto irlandés. Con 2,15 de estatura, su puesto natural en la cancha era el de pívot. Fue miembro de la selección de baloncesto de Irlanda.

## Trayectoria
Burke práctico fútbol durante su adolescencia, tanto en sus variantes de asociación, gaélico y rugby. Recién a los 17 años de edad, cuando ya había alcanzado una altura considerable, comenzó a jugar baloncesto. Terminó sus estudios secundarios en los Estados Unidos y fue reclutado en 1991 por la Universidad Hofstra para jugar con el Pride, el equipo de la institución que competía en los torneos de la División I de la NCAA. 
Estuvo allí dos años en los que jugó 32 partidos, promediando 2,5 puntos y 2,1 rebotes por encuentro. En su temporada como júnior se transfirió al Southampton College, uniéndose a los Runnin' Colonials en la División II de la NCAA. Luego de un año inactivo tras ser incluido en la lista de redshirts, actuó en sus últimas dos temporadas universitarias en la escuadra de Long Island, alcanzando el mejor nivel de su carrera (fue uno de los líderes de su equipo en rebotes y bloqueos).
Aunque asistió a campos de entrenamiento del Orlando Magic y del Miami Heat, no recibió ofertas para continuar en los Estados Unidos, por lo que decidió comenzar a jugar profesionalmente en Europa.
Su primer destino fue el EWE Baskets Oldenburg de la segunda división de Alemania. Luego de ello, en 1997 firmó con el Valencia Basket, club al que llegaba como sustituto de un lesionado Alfonso Albert; sin embargo rápidamente fue cedido al Melilla Baloncesto, donde disputó 12 partidos en la Liga LEB.
Tras esa experiencia en España, se incorporó al Esperos Kallitheas de la A2 Ethniki, con el cual conseguiría el subcampeonato de la temporada 1998-99 y el ascenso a la primera división del baloncesto profesional griego. 
En octubre de 1999 fue contratado por el Magic M7 Boras, club que acababa de ser adquirido por el estadounidense Magic Johnson. En consecuencia vio acción tanto en la Svenska Basketligan como en la North European Basketball League, sin destacarse en ninguna. 
Cerró su carrera como profesional en el Seixal de Portugal. 
En 2005 regresó a los Estados Unidos para convertirse en entrenador de baloncesto, dirigiendo a equipos femeninos juveniles.

## Selección nacional
Burke actuó con la selección de baloncesto de Irlanda en el Torneo preolímpico FIBA de 1992, y en todos los clasificatorios para el Eurobasket entre 1997 y 2003.